# شهرستان کارتر (کنتاکی)
شهرستان کارتر، کنتاکی (به انگلیسی: Carter County, Kentucky) یک سکونتگاه مسکونی در ایالات متحده آمریکا است که در کنتاکی واقع شده‌است.